# Caire islamique
Le Caire islamique (قاهرة المعز, Al-Mu'izz's), également dénommé Caire médiéval, est un quartier historique du Caire, en Égypte, sur la rive droite du Nil. Il comprend les parties centrales autour de la vieille ville fortifiée et autour de la citadelle du Caire qui existaient avant l'expansion moderne de la ville au cours des XIXe et XXe siècles. Le terme « islamique » du Caire ne fait pas référence à la riche histoire et au patrimoine de la ville depuis sa fondation dans la première période de l'Islam, tout en le distinguant des sites égyptiens antiques voisins de Gizeh et Memphis Cette zone abrite l'une des concentrations les plus importantes et les plus denses d' architecture historique du monde islamique.  Il est caractérisé par des centaines de mosquées, de tombeaux, de madrasas, de manoirs, de caravansérails et de fortifications datant de toute l'ère islamique de l'Égypte. En 1979, l'UNESCO érige le « Caire historique » (regroupant le Vieux-Caire  – ou Caire copte – et le Caire islamique) un site du patrimoine mondial de l'UNESCO.

## Localisation

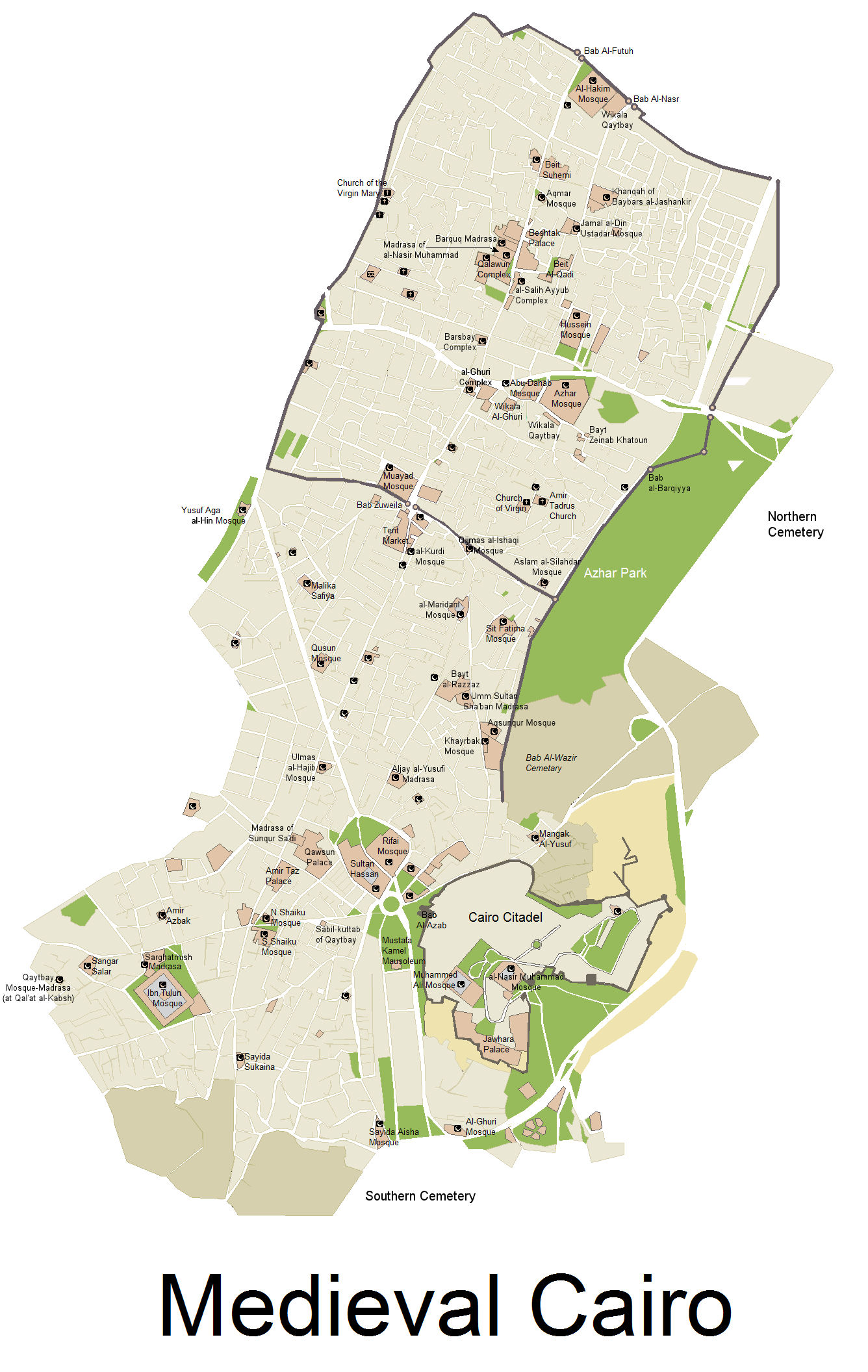
Carte du Caire médiéval (cliquer pour agrandir).

Le Caire islamique se situe l'est Centre-ville du Caire, et au nord-est du Vieux-Caire.

## Histoire
L'histoire du Caire commence, pour l'essentiel, avec la conquête de l'Égypte par les Arabes musulmans en 640, sous le commandant 'Amr ibn al-'As. Bien qu'Alexandrie était la capitale de l'Égypte à cette époque (et l'avait été tout au long des périodes ptolémaïque, romaine et byzantine), les conquérants arabes décidèrent d'établir une nouvelle ville appelée Fustat pour servir de capitale administrative et de centre de garnison militaire de Égypte. La nouvelle ville était située près d'une forteresse romano-byzantine connue sous le nom de Babylone sur les rives du Nil (situé dans le Vieux-Caire), au sud-ouest du site ultérieur du Caire proprement dit. Le choix de cet emplacement peut être dû à plusieurs facteurs, notamment sa plus grande proximité avec l'Arabie et la Mecque, la crainte d'une forte influence chrétienne et hellénistique à Alexandrie et la vulnérabilité d'Alexandrie aux contre-offensives byzantines arrivant par mer. L'emplacement de Fustat se situait également à l'intersection de la Basse-Égypte (le delta du Nil) et de la Haute-Égypte (la vallée du Nil plus au sud) en faisait un endroit stratégique pour contrôler un pays centré sur le Nil, tout comme l'avait fait l'ancienne ville égyptienne de Memphis. [4] [5] A l'instar de Qayrawan en Tunisie ou Koufa en Irak, Fustat reprenait le modèle fondation de nouvelles villes de garnison à l'intérieur des terres, lors des conquêtes arabes. La fondation de Fustat s'est également accompagnée par la fondation de la première mosquée d’Égypte (et d'Afrique), la mosquée de 'Amr ibn al-'As.

## Sites et monuments historiques

### Mosquées
Alors que la première mosquée d'Égypte était la mosquée Amr ibn al-As à Fustat, la mosquée d'Ibn Tulun est la plus ancienne mosquée à conserver sa forme originale et constitue un rare exemple d'architecture abbasside, de la période classique de la civilisation islamique. Elle a été construite en 876-879 dans un style inspiré de la capitale abbasside de Samarra en Irak.
L'une des institutions les plus importantes et les plus durables fondées à l'époque fatimide était la mosquée al-Azhar, fondée en 970, qui rivalise avec la Qarawiyyin de Fès pour le titre de plus ancienne université du monde. Aujourd'hui, l'Université al-Azhar est le premier centre d'apprentissage islamique au monde et l'une des plus grandes universités d'Égypte avec des campus à travers le pays. La mosquée conserve d'importants éléments fatimides mais a été agrandie et enrichie au cours des siècles suivants, notamment par les sultans mamelouks Qaitbay et al-Ghuri par Abd al-Rahman Katkhuda au XVIIIe siècle. D'autres monuments existants de l'époque fatimide comprennent la grande mosquée d'Al-Hakim, la mosquée al-Aqmar, de Juyushi, de Lulua et de Salih Talai.

#### Mosquées notables
- Grande mosquée al-Sultan al-Zahir Baybars (1269)
- Mosquée du sultan An-Nâsir Muhammad (1318)
- Mosquée de l’émir Almalik al-Jukandar (1319)
- Mosquée de l’émir Ahmad al-Mihmandar (1319)
- Mosquée Qawsun (1330)
- Mosquée de l’émir Ulmas al-Hajib (1330)
- Mosquée de l’émir al-Maridani (1340)
- Mosquée de l’émir Aslam al-Silahdar (1345)
- Mosquée de l’émir Aqsunqur al-Nasiri (1347)
- Mosquée du sultan Hassan (1356)
- Complexe de l’émir Shaykhu al-Umari (1357)
- Madrassa de l’émir Uljay al-Yusufi (1373)
- Complexe du Sultan Barquq (1386)

### Sanctuaires et mausolées
- Madrasa as-Salihiyya (1249)
- Mausolée de Chajar ad-Durr (1250)
- Mausolée Sultaniyya (1250s)
- Mausolée de Fatimah Khatun (1284)
- Mausolée du Sultan Al-Achraf Khalîl (1288)
- Zaouïa du Cheikh Zayn al-Din Yusuf (1298)
- Madrassa du sultan An-Nâsir Muhammad (1303)
- Mausolées des émirs Salar et Sanjar al-Jawli (1305)
- Khanqah du sultan Baybars II (1310)
- Madrassa de l’émir Sunqur al-Sa'di (1321)
- Madrassa d'Umm al-Sultan Shaban (1369)
- Madrassa de l’émir Uljay al-Yusufi (1373)
- Khanqah du Sultan Faraj ben Barquq (1411)

### Citadelle
Saladin a commencé la construction d'une vaste citadelle en 1176 pour servir de siège du pouvoir égyptien, la construction se terminant sous ses successeurs. Elle est située sur un promontoire des collines voisines de Mokattam surplombant la ville. La citadelle est restée la résidence des dirigeants égyptiens jusqu'à la fin du XIXe siècle et a été transformée à plusieurs reprises sous les dirigeants suivants. Notamment, Muḥammad Ali Pacha a construit au XIXe siècle la mosquée qui domine toujours la ville.